# タイムコール
タイムコールは、ラジオやテレビの各番組中に、時間をアナウンサー、パーソナリティらが読み上げることを指す。
ラジオでは時間表示等ができない分顕著に行われる。一方テレビでは時刻表示が随時あるためなかなかないが、朝番組などで特に行われる。

## タイムコールが行われるテレビ番組
- 平日05:25 - 08:00：めざましテレビ（フジテレビ発全国ネット）
番組キャラクターの「めざまし君」が登場して、アナウンスする。
- 平日05:30 - 08:30：みのもんたの朝ズバッ!（TBS発全国ネット）
番組のマスコット「ミノムシ」が登場して、アナウンス。詳しくは朝ズバッ内「タイムコール」項参照。
- 平日06:45 - 08:00／土曜06:30～08:00：おはよう朝日です／おはよう朝日土曜日です（大阪・ABCテレビ）
番組開始当初から、エレクトーンの演奏後、エレクトーン奏者(毎回番組冒頭で名乗りとオープニングで生演奏している曲名紹介をしている)が、「『おはよう朝日（・土曜日）です』。ただいま（or まもなく）○時○分。“次は○○提供、○○＜コーナー名＞です。”」（“”内は最初のみ「〜ただいま○時○分です、いってらっしゃい！」）と時刻とコーナーを告知している。テレビでタイムコールを行った先駆けといえる。これは、放送開始当初の路線を踏襲しているものである。なお、本番組(以降、『おは朝』と略す)を模倣して1981年3月30日に放送を開始した「おはようテレビ朝日」及びその後継の「やじうまワイド」（東京・テレビ朝日）でも、1993年4月2日まで同じような形式で告知を行っていた。
- 日曜05:50(一部地域は06:20) - 08:30：サンデーLIVE!!（テレビ朝日・朝日放送・メ〜テレ共同制作による全国ネット）
上記「おは朝」を放送している朝日放送の発案で、CMに入るタイミングかCMから明けて番組本編に戻るタイミングのどちらか又はCMを挟まずに次のコーナーへ進む際(合計で概ね3〜4回/週の割合)に、女性エレクトーン奏者(2018年9月30日まで出演していた『nozomi』)が、主に番組テーマ曲をアレンジしたジングル(6〜7秒/回。クリスマスやこどもの日の直前の放送回の場合は、その行事に応じた楽曲をアレンジした物)を演奏中に、彼女及び楽器の左前横に気象情報担当のアナウンサー(基本的には2018年9月30日まで出演していた林美桜アナウンサーが担当だったが、林アナが毛利庭園以外での中継の担当でスタジオを離れている場合には代理で山本雪乃アナウンサー)が立って、タイトルコールと時刻(CM明けの場合orCMを挟まずに次のコーナーに進む時はその後に次のコーナー名も)を、「『サンデーLIVE!!』、時刻は（or まもなく）○時○分です。“次は○○＜コーナー名＞です。”」（“”内はCM入りのタイミングの場合は省略される事もある）のフォーマットで、コーナー名が書かれたフリップを持ちながら告知していた。放送開始から丸1年経過した2018年10月7日のリニューアルに伴い廃止。詳しくは当該項目参照。